# Lère
Die Lère (im Oberlauf: Lère Morte) ist ein Fluss in Frankreich, der in der Region Okzitanien verläuft. Er entspringt im Regionalen Naturpark Causses du Quercy, beim Ort Jamblusse im Gemeindegebiet von Saillac. Sie entwässert generell in südwestlicher Richtung und mündet nach rund 45 Kilometern an der Gemeindegrenze von Réalville und Mirabel als rechter Nebenfluss in den Aveyron. Auf ihrem Weg durchquert die Lère die Départements Lot und Tarn-et-Garonne.

## Orte am Fluss
- Mouillac
- Cayriech
- Gasherbes, Gemeinde Monteils
- Caussade
- Réalville